# Kraftwerk Maasvlakte (Uniper)
Das Kraftwerk Maasvlakte (niederländisch Centrale Maasvlakte) ist ein Steinkohlekraftwerk in den Niederlanden. Es liegt in Maasvlakte, einem großen Industrie- und Hafengebiet, das als künstliche Insel für die Erweiterung des Hafens von Rotterdam errichtet wurde. Betreiber ist Uniper Benelux als Nachfolger von E.ON Benelux N. V. Es verfügt über drei Blöcke mit einer Nettoleistung von insgesamt 2.179 MW.

## Technische Daten
| Block          | 1      | 2      | 3       |
| -------------- | ------ | ------ | ------- |
| Baubeginn      |        |        | 2008    |
| Inbetriebnahme | 1973   | 1974   | 2015    |
| Stilllegung    | 2017   | 2017   |         |
| Bruttoleistung |        |        | 1113 MW |
| Nettoleistung  | 555 MW | 555 MW | 1069 MW |

## Block 1 & 2
Die ersten beiden Kraftwerksblöcke auf dem Gelände wurden 1973 / 1974 in Betrieb genommen. Die Nettoleistung dieser Blöcke stieg im Jahr 2013 nach Umrüstungen von je 535 MW auf 555 MW. Die Blöcke 1 und 2 wurden zum 1. Juli 2017 geschlossen.

## Block 3
Die Bauarbeiten am Block 3 mit einer elektrischen Leistung von 1069 MWnetto bzw. 1113 MWbrutto wurden im April 2008 begonnen. Dieser gehört zur gleichen 1100 MW-Klasse wie der Block 4 des Kraftwerks Datteln und der ehemals geplante Block 6 des Kraftwerks Staudinger. Wegen der Meerwasserkühlung hat er mit 47 % jedoch einen leicht höheren Wirkungsgrad. Die Frischdampfparameter betragen 600 °C und 285 bar, die Parameter des zwischenüberhitzten Dampfes 620 °C und 60 bar. Die Anlage ist für eine Beifeuerung von Biomasse (bis zu 30 %), Wärmeauskopplung und CCS vorbereitet. Die Baukosten wurden im März 2014 auf 1,6 Mrd. € geschätzt.

### CCS-Demonstrationsanlage
Gemeinsam mit Engie E&P Nederland B.V., welches ein benachbartes Kraftwerk betreibt, ist eine Anlage zur CO2-Abscheidung und -Speicherung geplant.
Im Rahmen des sogenannten ROAD-Projekts (für Rotterdam Carbon Capture and Storage Demonstration) sollen 1,1 Mio. t abgeschiedenes CO2 (entsprechend einer Kraftwerksleistung von etwa 250 MW) über eine 25 km lange Pipeline in ein erschöpftes Erdgasfeld (P18-A) in der Nordsee transportiert werden. Die Kosten werden auf etwa 400 Mio. € geschätzt.

## Geplante Stilllegung 2030
Im Oktober 2018 erwirkte die Umweltorganisation Urgenda ein Gerichtsurteil, dem zufolge die niederländische Regierung schneller gegen die Erderwärmung vorgehen müsse. Eine Debatte über Atomkraft begann; der VVD-Fraktionsvorsitzende Klaas Dijkhoff plädierte für den Bau neuer Kernkraftwerke. Ministerpräsident Mark Rutte (VVD) pflichtete später bei; ohne neue Kernkraftwerke könnten die Niederlande „ihre Klimaziele nicht erreichen“.
Die Regierung ordnete an, dass spätestens 2030 die Kohleverstromung beendet werden muss. Anders als in Deutschland gibt es in den Niederlanden dafür keine Entschädigung; davon sind die deutschen Energiekonzerne RWE und Uniper betroffen. RWE klagte auf 1,4 Milliarden Euro Schadenersatz; Ende November 2022 bestätigte ein Gericht in Den Haag die staatliche Haltung.